# Königsberg (Adelsgeschlecht)

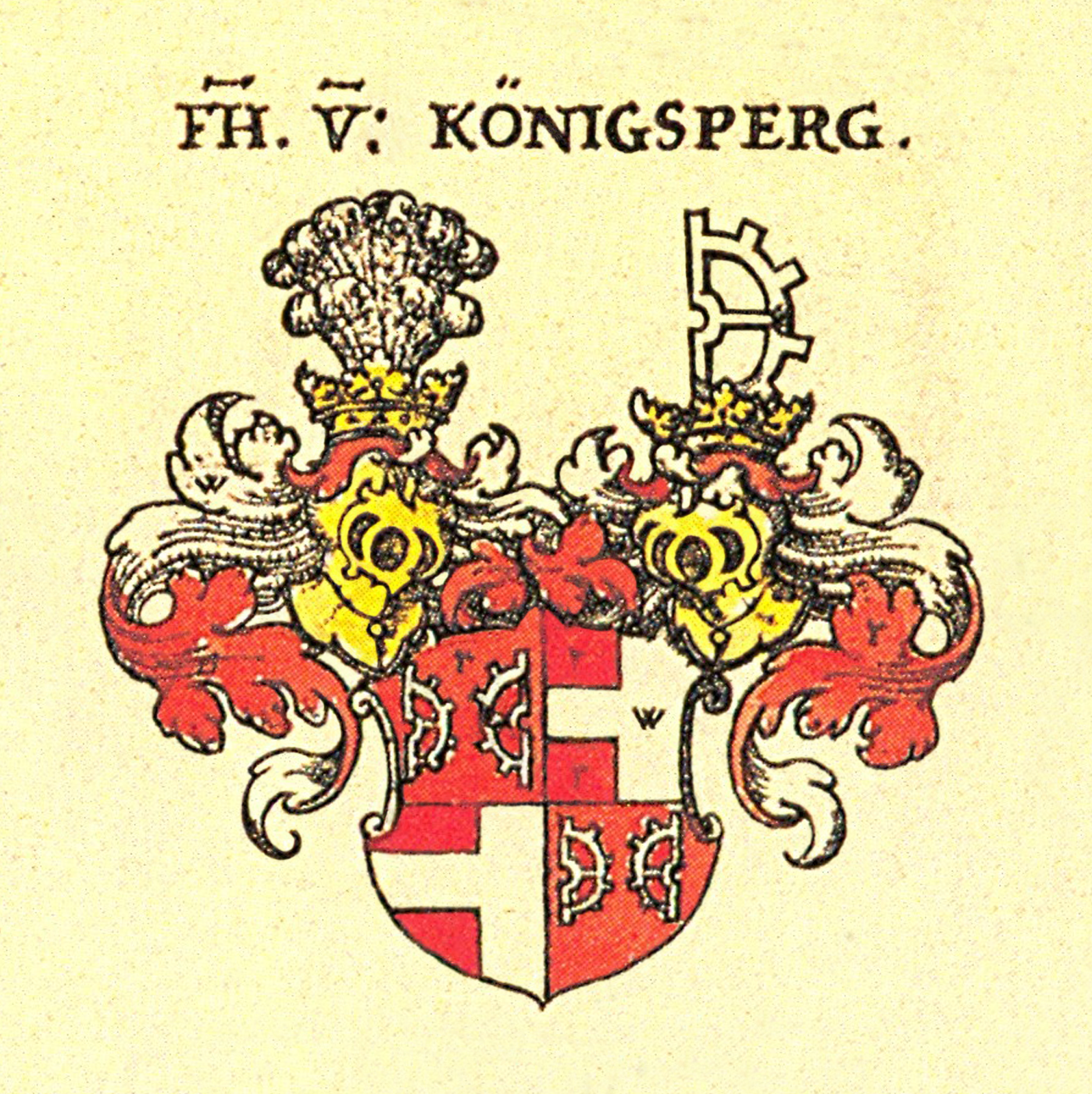
Wappen derer von Königsberg, aus Siebmachers Wappenbuch

Die von Königsberg waren eine, über 500 Jahre bestehende, Ritterfamilie aus dem Hochmittelalter bis in die Frühe Neuzeit mit Besitzungen in der Steiermark, der Buckligen Welt und in Deutsch-Westungarn (heute Burgenland). In alten Urkunden aus dem 12., 13. und 14. Jahrhundert waren auch die Namen Chunigesperch, Chungesberch, Khunigsperg, Kungsperg und Künigsperger für die Familie gebräuchlich. Das im 17. Jahrhundert erloschene Herrenstandsgeschlecht trug den Titel „Freiherren zu Sebenstein und Pernstein“. Genealogische Bearbeitungen des Geschlechts der Königsberger wurden von Franz Karl Wißgrill (erschienen 1824 in „Schauplatz des n.ö. Adels V“) und von Gabr. Bucelini („Germania topochrono – stemmatograph. III“) erstellt. Zumindest bis 1804 besaß die Familie Jörger einen Stammbaum des Adelsgeschlechts.
Die hier behandelte Familie ist von dem westfälischen Adelsgeschlecht derer von Königsberg zu unterscheiden.

## Geschichte
Die erste urkundliche Erwähnung der Familie Königsberg ist aus dem 12. Jahrhundert überliefert. In einer Urkunde aus dem Jahr 1181 wird Otto I. von Königsberg (Chungesberch) genannt. Otto I. gilt daher nach Wißgrill als der Stammherr des Geschlechts. Otto II. von Königsberg (Otto de Chungesberch, ca. 1212 bis 1240) scheint im Mai 1224 an einem Turnier in Friesach teilgenommen zu haben, wobei er am 2. Mai auch gegen den Minnesänger und Dichter Ulrich von Liechtenstein einmal „ritterlich anrannte“ der daraufhin ein ehrenhaftes Zeugnis von Otto II. gab, indem er (in mittelhochdeutscher Sprache) von ihm sang:
Dar kom von Kungesperc ein helt: 
so man gar uz welt (auswählt)
der (deren) muoz er immer einer sin.
Gundacher Ritter von Königsberg, ein Mann des „minderen Adels“, der ein eigenes Gefolge von Wehrleuten hatte, wird 1264 im Raum Steiermark erwähnt. Die Königsberger waren Ministeriale der Salzburger und Gurker Bischöfe. Ihr Stammhaus, das alte Schloss und die Herrschaft Königsberg (heute Kunšperk in der Untersteiermark, Slowenien), lag im Cilli-Viertel in der Steiermark an der kroatischen Grenze. Mit dem Stammschloss (heute eine Ruine), noch 1347 im Besitz Johanns von Königsberg, wurde 1389 Conrad Fruett durch den Bischof von Gurk belehnt.

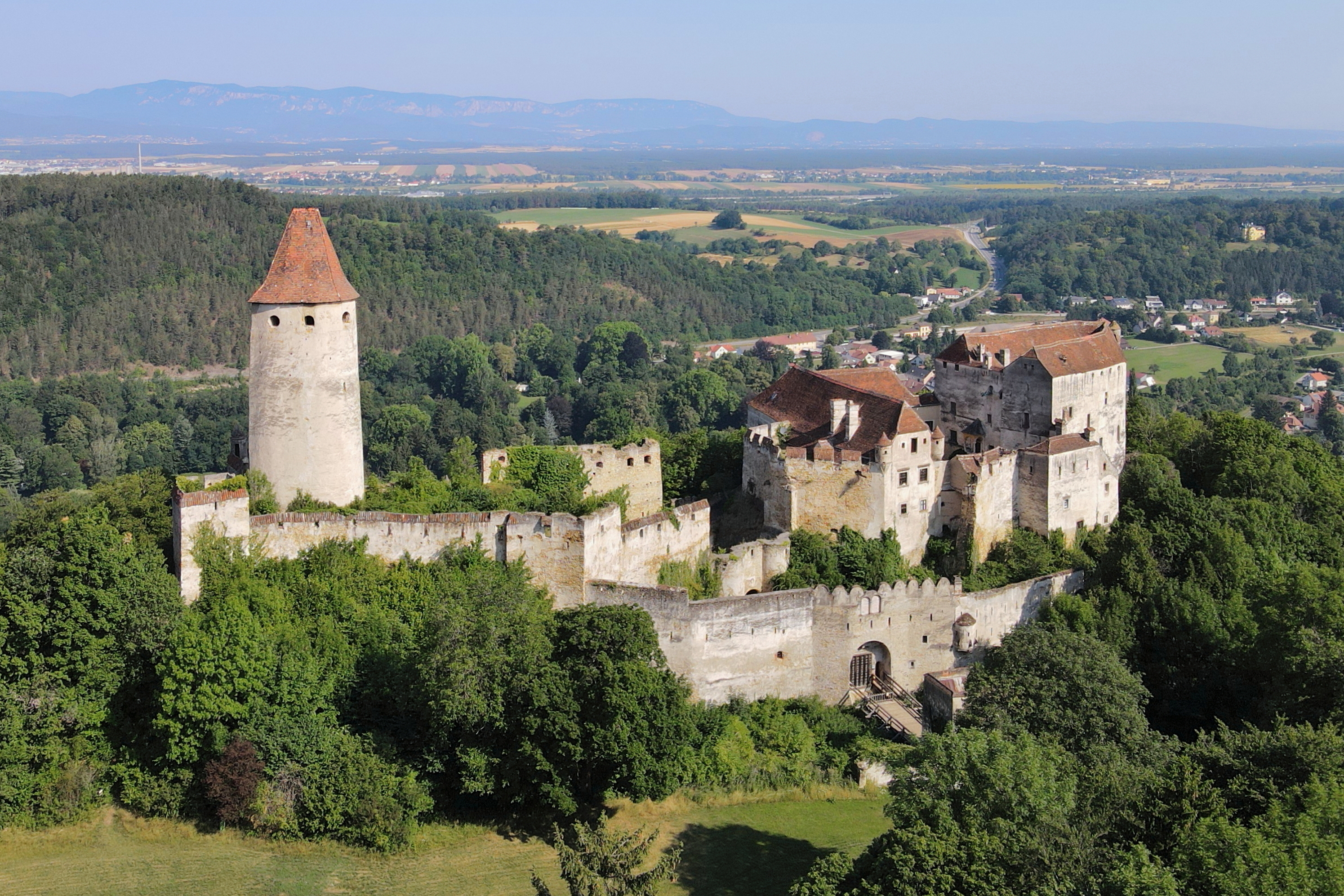
Burg Seebenstein: Familiensitz der Familie Königsberg

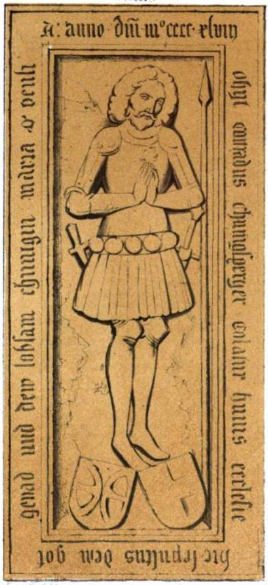
Darstellung des Grabsteins Konrads von Königsberg

Von der Steiermark kamen sie nach Österreich. Johann I. von Königsberg war der erste, welcher (1322) in der österreichischen Gegend wohnte. Nach Ehrenreich I. verzweigte sich das Geschlecht in eine ältere (Georg) und jüngere Linie (Johann IV.) der beiden Söhne Ehrenreichs. In der Steiermark sind Landsberg, Maierhöfen, Rabensberg und Tuchenstein als ehemalige Besitzungen der Königsberger bekannt. Im 14. Jahrhundert scheinen schließlich die ersten kleineren Besitzungen der Familie im westungarischen Raum auf. Die Burgherrschaften Bernstein, Aspang, Thomasberg, Zigersberg, Schwarzenbach, Katzelsdorf und Seebenstein waren in ihrem Besitz. Die Feste Seebenstein war von 1432 bis 1654 in Händen der Königsberger. Von Seebenstein aus versorgte der kaisertreue Johann von Königsberg „in einer finsteren Nacht“ im Jahr 1486, die durch den ungarischen König Matthias Corvinus belagerte Stadt Wiener Neustadt mit Proviant und Munition. Wie viel Einfluss und Ansehen die Königsberger bis in die höchsten Kreise genossen ist unter anderem daran zu erkennen, dass Konrad von Königsberg einer der 14 Männer war, denen König Albrecht II. von Habsburg unterm 9. Februar 1438 zu Ofen die Regentschaft in Österreich übertrug, da sich dieser wegen der Regierungsgeschäfte für Böhmen und Ungarn hier am seltensten aufhalten konnte. Diese Würde bekleidete er wahrscheinlich bis zum Tode König Albrechts.
Zur Zeit der Reformation holten einige Mitglieder der Königsberger evangelische Prediger in ihre Herrschaften. Christoph von Königsberg zu Aspang und Pinkafeld sowie Ulrich und Ludwig von Königsberg und viele weitere Familienmitglieder bekannten sich öffentlich zur neuen Glaubenslehre. Bei den habsburgischen Regenten bekleideten sie meist hohe Ämter. Als Anhänger des Protestantismus waren sie zwar nicht mehr, wie ihre Herrschaftsvorgänger, in der Landesverwaltung tätig, im Militärdienst erwarben sie allerdings eine wichtige Stellung. Ab dem 16. Jahrhundert wurden sie neben anderen Herrschaftsinhabern verpflichtet, zum Schutz ihrer Region gegen die Türken, bestimmte Kontingente an Militär unter Waffen zu halten. Unter anderem haben sie 1532 „ihre“ Burg Bernstein erfolgreich gegen den türkischen Ansturm verteidigt. Im Gegenzug für ihre militärischen Dienste bekamen sie Gelder aus staatlichen Steuern.
Wolfgang von Königsberg wurde per Diplom vom 16. April 1589 von Kaiser Rudolf II. samt seinen Nachkommen in den Freiherrenstand erhoben. Im 16. Jahrhundert waren die Königsberger Ritter das mächtigste Adelsgeschlecht der Mark Pitten. Im Zuge des Dreißigjährigen Krieges (1618–1648) gerieten die Königsberger, wie viele andere Adelsgeschlechter, in finanzielle Schwierigkeiten und sahen sich gezwungen Herrschaften zu verkaufen. 1653 erlosch mit dem Tod Wolfgang Matthias' von Königsberg der Mannesstamm der Königsberger, mit der Hochzeit der letzten Namensträgerin Maria Anna Johanna mit Johann Quintin Graf von Jörger im Jahr 1652 ging der Name des Geschlechts der Königsberger endgültig verloren. 1654 kaufte Johanna von Jörger, geborene Freiin von Königsberg, den Familiensitz in Seebenstein.

## Das Wappen der Königsberger

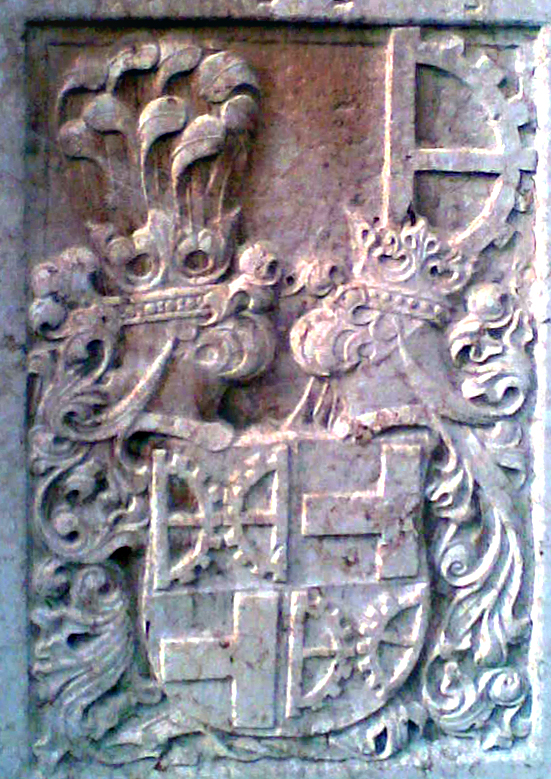
Wappen der Familie Königsberg an der Pfarrkirche Seebenstein

Das Wappen besteht aus einem Schild mit zwei gekrönten Helmen. Der quadrierte Schild zeigt im ersten und vierten Feld ein liegendes Antoniuskreuz, im zweiten und dritten Feld zwei halbe sich mit Schaufeln berührende Mühlräder. Über dem Schild zwei Spangenhelme mit Kronen, die eine trägt wieder ein halbes Mühlrad, die andere einen stilisierten Federbusch.

## Orte, Erinnerungen
- In der Pfarrkirche Seebenstein befinden sich an den Seitenwänden die Epitaphe der dort ruhenden Ritter von Königsberg. Zahlreiche ihrer Burgbauten und -erweiterungen sind zumindest noch teilweise erhalten.
- Im ehemaligen Herrschaftsgebiet der Königsberger (heute Burgenland, Niederösterreich) sind einige Straßenzüge nach Königsbergern benannt, z. B.:
  - Königsbergerstraße/Königsberger Straße in Pinkafeld, Aspang Markt, Bad Schönau
  - Königsberg in Aspangberg-St. Peter, Thomasberg
- Einige Weinriede aus dem ehemaligen Besitz der Familie im südlichen Burgenland sowie verschiedene Flaschenweine tragen den alten, aus dem Mittelalter stämmigen, Namen Königsberg.
- In der Ruine der Burg Schwarzenbach erinnert heute noch die relativ gut erhaltene Burgkapelle an ihre Erbauer, die Königsberger.

## Burgen, Schlösser, Ruinen
- Schloss Aspang[5]
- Schloss Batthyány in Pinkafeld
- Burg Bernstein (Burgenland)
- Schloss Jormannsdorf
- Schloss Katzelsdorf[6]
- Schloss Oberlanzendorf[7]
- Schloss Pottendorf[8]
- Burg Schwarzenbach (Niederösterreich)
- Burg Seebenstein
- Burg Thomasberg[9]
- Burgruine Ziegersberg[10]

## Persönlichkeiten

### Namensträger
- Otto I. von Königsberg (Chungesberch), urkundliche Erwähnung: 1181
- Otto II. von Königsberg (Otto de Chungesberch), urkundliche Erwähnung: 1212–1240
- Craffto von Königsberg, kaufte 1230 das Gut Wagram vom Seckauer Bischof
- Gundacher von Königsberg, urkundliche Erwähnung: 1264
- Otto III. von Königsberg, urkundliche Erwähnung: 1276
- die Brüder Gondacharus von Königsberg, Wohalinus von Königsberg und Friedrich von Königsberg (urkundliche Erwähnung: 1310–1321)
- Johann I. von Königsberg
- Konrad von Königsberg († 25. Februar 1448), verheiratet mit Agnes von Au († 1421)
- Johann von Königsberg
- Dietrich von Königsberg
- Koloman von Königsberg
- Ehrenreich I. von Königsberg
- Georg von Königsberg († 1531), Sohn Ehrenreichs I., ältere Linie
- Johann (IV.) von Königsberg († 1505), Sohn Ehrenreichs I., jüngere Linie, verheiratet in erster Ehe mit Maria von Pottendorf († 1489)
- Georg der Jüngere von Königsberg († 1556), Sohn Georgs
- Ehrenreich II. von Königsberg (1503–1560), 1534 der niederösterreichischen Stände Feldhauptmann über 500 Reiter, 1550 kaiserlicher General und Kommandant zu Raab, von 1556 bis 1560 erster Präsident des österreichischen Hofkriegsrates, verheiratet mit Maria von Freiberg († 1556), Mutter von sieben Söhnen und vier Töchtern.
- Pantaleon (* 1500) von Königsberg, Bruder Ehrenreichs II., verheiratet mit Margaretha von Schärfenberg
- Christoph von Königsberg (1542–1618), Sohn Ehrenreichs II., Kriegsoberster eines deutschen Fußregiments, verheiratet in erster Ehe mit Maria Magdalena (geb. von Wagensberg, † 1594), zweite Gemahlin: Maria (geb. von Innpruck).
- Johann VII. von Königsberg (1540–1564), ältester Sohn Ehrenreichs II., verheiratet mit Benigna von Racknitz, eine Tochter mit Benigna.
- Ulrich von Königsberg (1547–1601), Sohn Ehrenreichs II., unverehelicht, zog 1597 als ständischer Kriegscommisär mit der kaiserlichen Hilfsarmee nach Ungarn.
- Erasmus von Königsberg (1543–1588), Sohn Ehrenreichs II., verheiratet mit Sophia von Welz, neun Kinder mit Sophia
- Ludwig von Königsberg, Sohn von Erasmus.
- Wolfgang von Königsberg (1524–1589), Sohn Georgs des Jüngeren, 1589 in den Freiherrenstand erhoben, in erster Ehe mit Affra Freiin von Harrach (1538 – 16. Juli 1561), in zweiter Ehe mit Cordula von Teufenbach († 1616) verheiratet, zwei Kinder aus erster Ehe und drei Kinder aus zweiter Ehe.
- Johann Leonhard von Königsberg († 1618), Sohn Wolfgangs aus erster Ehe, blieb kinderlos.
- Ehrenreich Christoph (1605 – 20. Dezember 1646), verheiratet mit Eva Regina Freiin von Althann, mit seinem Tod endete der Mannesstamm der jüngeren Linie.
- Wolfgang Matthias von Königsberg (1582–1653), Sohn Wolfgangs aus zweiter Ehe, k.k. Oberst und Hofkriegsrat, verheiratet mit Susanna Regina von Stahremberg, blieb kinderlos, mit seinem Tod erlosch das gesamte Geschlecht im Mannesstamm.
- Freiin Maria Anna Johanna von Jörger, geborene Freiin von Königsberg, Tochter Ehreichreich Christophs, Ehe (1652) mit Johann Quintin Graf von Jörger. Letzte Trägerin des Namens der Familie von Königsberg.